# Bomarea ferreyrae
Bomarea ferreyrae är en alströmeriaväxtart som beskrevs av Julio César Vargas Calderón. Bomarea ferreyrae ingår i släktet Bomarea och familjen alströmeriaväxter.
Artens utbredningsområde är Peru. Inga underarter finns listade i Catalogue of Life.